# A megtorló (film, 2004)
A megtorló (eredeti címén: The Punisher) 2004-ben bemutatott amerikai akciófilm, melyet Jonathan Hensleigh rendezett. A történet alapjául a Marvel Comics hasonló című képregénysorozata szolgált. A főbb szerepekben Thomas Jane, John Travolta, Will Patton, Ben Foster, John Pinette és Rebecca Romijn látható.
Az Amerikai Egyesült Államokban 2004. április 16-án, Magyarországon július 29-én mutatták be a mozikban. A film nagyrészt negatív értékeléseket kapott a kritikusoktól.
2008-ban készült el egy újabb Megtorló-film, A Megtorló – Háborús övezet címmel, teljesen új szereplőkkel, mely történetében sem kapcsolódik a 2004-es filmhez.

## Cselekmény
Egy illegális csempészakció a floridai Tampa Bayben Otto Krieg fegyverkereskedő és Bobby Saint halálához vezet, utóbbi a maffiavezér Howard Saint fia. Krieg halálát azonban csak megrendezték: ő nem más, mint a FBI ügynök és Delta Force veterán Frank Castle, akinek ez volt az utolsó akciója, mielőtt visszavonulna. Fia halálhírére a felbőszült Saint minden információt tudni akar Kriegről és korrupt ügynököktől hozzáférést kap Castle titkos aktáihoz. Elrendeli Castle megölését, melyet a visszavonult ügynök családi összejövetelére időzítenek, de Saint felesége, Livia azt akarja, hogy az egész családdal végezzenek. Saint emberei, köztük a maffiavezér legjobb barátja, Quentin Glass és Bobby ikertestvére, John lemészárolják a családot, Castle feleségével és fiával együtt – halála előtt Castle apja még végezni tud pár támadóval. John agyonlövi Castle-t és sorsára hagyja. A férfi túléli a merényletet és egy helyi halász talál rá, aki segít neki felépülnie.
Saint befolyása és hatalma miatt a rendőrség és az FBI lezárja a gyilkossági aktát. Castle beköltözik egy elhagyatott bérházba, három különc lakó – Dave, Dömpi és Joan – új szomszédjaként és elkezdi megtorló akcióját Sainték ellen. Mickey Duka, Saint egyik embere segítőjéül szegődik és információkat ad át a maffiacsaládról. Castle megfigyelés alá veszi őket és egyebek mellett rájön, hogy Glass eltitkolja homoszexualitását. Az ex-ügynök megtámadja Saint illegális üzleti vállalkozásait, szabotálva kubai bűntársaikkal kötött egyezségüket.
Felfedezve, hogy Castle még él, Saint bérgyilkosokat küld annak megölésére. Először a gitáros Harry Heck, majd egy gigászi erejű orosz óriás tör Castle életére, de ő ádáz küzdelemben mindkettőjükkel végez. Lakótársai ellátják a sebesült férfit és nem hajlandók kiadni őt Saint embereinek, még azután sem, hogy azok megkínozzák Dave-t. Távozásuk után Castle előjön rejtekhelyéből és megöli a gengszterek őrszemként hátrahagyott társát.
Mickey segítségével Castle névtelen zsarolóként találkozókat beszél meg Glass-szal és úgy mozgatja a szálakat (például parkolójegyekkel és Livia ellopott fülbevalójával, melyet elhelyez Glass lakásában), hogy Saint azt higgye, felesége a háta mögött titkos viszonyt folytat legjobb barátjával. Dühében Saint halálra késeli mit sem sejtő barátját, a férje viselkedését szintén nem értő Liviát pedig egy vonat elé hajítja.
Castle megtámadja Sainték klubját és lemészárolja a maffiafőnök embereit, köztük fiát, Johnt is. A sebesült Saint elmenekül, Castle a nyomába ered és pisztolypárbajban lelövi. A haldokló Saintnek bevallja, hogy Glass és Livia ártatlan volt, Saint csupán Castle intrikáinak köszönhetően ölte meg őket, ok nélkül. Ezután Saintet egy autóhoz kötözi és a többi parkoló autóval együtt felrobbantja.
Hazatérve Castle öngyilkosságra készül, de látomása támad feleségéről és úgy dönt, tovább harcol a bűn ellen. Pénzt hagy volt lakótársainak, megköszönve segítségüket, majd a film végén egy narrációban megfogadja, hogy a Megtorlóként szembe száll a bűnözőkkel és mindannyiójukkal végezni fog.

## Szereplők
| Színész          | Szerep                        | Magyar hang    |
| ---------------- | ----------------------------- | -------------- |
| Thomas Jane      | Frank Castle / A megtorló     | László Zsolt   |
| John Travolta    | Howard Saint                  | Csankó Zoltán  |
| Will Patton      | Quentin Glass                 | Barbinek Péter |
| Roy Scheider     | Frank Castle, Sr., Frank apja | Áron László    |
| Laura Harring    | Livia Saint                   | Nyakó Júlia    |
| Ben Foster       | Piercinges Dave               | Simonyi Balázs |
| Samantha Mathis  | Maria Castle, Frank felesége  | Orosz Anna     |
| James Carpinello | Bobby Saint / John Saint      | Jánosi Dávid   |
| Mark Collie      | Harry Heck                    | Csuha Lajos    |
| Russell Andrews  | Jimmy Weeks                   | Albert Péter   |
| Eddie Jemison    | Mickey Duka                   | Kassai Károly  |
| John Pinette     | Dömbi                         | Elek Ferenc    |
| Rebecca Romijn   | Joan                          | Orosz Helga    |

## Fogadtatás
A megtorló negatív kritikák kapott. A Metacritic oldalán a film értékelése 33% a 100-ból, amely 36 véleményen alapul. A Rotten Tomatoeson a filmet 29%-ra értékelték, 167 kritika alapján.